# گرابوو (شهرستان ونچتسا)
گرابوو (به لهستانی:  Grabów) یک روستا در لهستان است که در گمینا گرابوو واقع شده‌است. گرابوو ۱٬۳۰۰ نفر جمعیت دارد.